# Otthonom, Idaho
A Otthonom, Idaho (eredeti címe: My Own Private Idaho), egy 1991-es amerikai független, kalanddráma, amelyet Gus Van Sant írt és rendezett, és amely részben Shakespeare IV. Henrik, 1. rész, IV. Henrik, 2. rész és V. Henrik című művein alapul. A történet két barátot, Mike Waters-t és Scott Favor-t követi, akiket River Phoenix és Keanu Reeves alakít, amint felfedezőútra indulnak, amely az oregoni Portlandből Mike idahói szülővárosába, majd Rómába vezet, ahol Mike édesanyját keresik.
Van Sant a 70-es években írta a forgatókönyvet, de miután elolvasta John Rechy 1963-as City of Night című regényét arra a következtetésre jutott, hogy Rechy jobban feldolgozta az utcai férfi prostituáltak témáját, mint ő maga. Az évek során Van Sant újraírta a forgatókönyvet, amely két történetből állt: Mike történetéből az anyja kereséséről, valamint Scott történetéből, amely a IV. Henrik-darabok aktualizálása. Van Sant nehezen jutott hollywoodi finanszírozáshoz, és egy ponton azt fontolgatta, hogy a filmet csekély költségvetésből, valódi utcagyerekekből álló szereplőgárdával készíti el. Miután elküldte a forgatókönyvet Reevesnek, Reeves pedig megmutatta Phoenixnek, mindketten beleegyeztek, hogy szerepelni fognak a filmben.

## Cselekmény
|  | Alább a cselekmény részletei következnek! |

Mike, az utcai strici, egyedül áll az autópálya egy elhagyatott szakaszán. Ezután narkolepsziás rohamot kap, és azt álmodja, hogy az anyja vigasztalja őt, miközben gyermekkorának házi filmjei játszódnak le a fejében.
Később, egy gazdag, idősebb nő veszi fel, aki elviszi a villájába, ahol két másik "kollágát" is talál, akiket szintén felbérelt a nő. Az egyikük Scott Favor, Mike legjobb barátja, a másik pedig Gary. Miközben arra készül, hogy szexeljen a nővel, Mike-nak újabb narkolepsziás rohama van, és másnap Scott-tal együtt ébred az oregoni Portlandben.
Mike és Scott találkozik Bobbal, aki egy középkorú mentora egy utcagyerekekből és szélhámosokból álló bandának, akik egy elhagyatott bérházban élnek. Scott, Portland polgármesterének fia, bevallja Bobnak, hogy amikor betölti a 21. életévét, megörökölheti apja vagyonát, és visszavonul az utcai csavargástól. Eközben Mike vágyik arra, hogy megtalálja az anyját, ezért Scott-tal együtt Idahóba utazik, hogy meglátogassa Mike idősebb bátyját, Richardot. Az út során Mike bevallja Scottnak, hogy szerelmes belé, Scott pedig finoman emlékezteti Mike-ot, hogy csak pénzért fekszik le férfiakkal. Richard elmesél egy történetet egy férfiról, akiről azt állítja, hogy Mike apja, de Mike azt mondja, hogy tudja, hogy Richard az. Richard tájékoztatja Mike-ot, hogy az anyjuk szállodai szobalányként dolgozik. Amikor Mike és Scott meglátogatják a munkahelyét, megtudják, hogy a nő Olaszországba ment, hogy megkeresse a saját családját.
A fiúk találkoznak Hansszal, egy korábbi német ügyfelükkel és lefekszenek vele. A Hanstól kapott pénzből Mike és Scott Olaszországba utazik. Megtalálják azt a vidéki parasztházat, ahol Mike édesanyja cselédként és angoltanárként dolgozott. Carmela, az ott élő fiatal nő elmondja Mike-nak, hogy az anyja hónapokkal ezelőtt visszatért az Egyesült Államokba. Carmela és Scott egymásba szeretnek, és visszatérnek az Egyesült Államokba, a megtört szívű Mike-ot pedig magára hagyják. Scott apja meghal, és Scott megörökli a vagyonát.
Portlandbe visszatérve Bob és bandája egy divatos étteremben számon kéri a csavargó életnek hátat fordító Scottot, aki azonban elzavarja őket. Aznap este Bob halálos szívrohamot kap. Másnap a szélhámosok lármás temetést tartanak Bobnak, míg ugyanabban a temetőben, néhány méterrel arrébb Scott részt vesz apja ünnepélyes temetésén. A film végén Mike ismét az idahói autópálya elhagyatott szakaszán találja magát. Miután újabb narkolepsziás kábulatba esik, két idegen áll meg egy teherautóval, elveszik a hátizsákját és a cipőjét, majd elhajtanak. Pillanatokkal később egy ismeretlen alak áll meg egy autóval, felkapja az eszméletlen Mike-ot, beteszi a járműbe, és elhajt.
|  | Itt a vége a cselekmény részletezésének! |

## Szereplők
| Szerep         | Színész         | Magyar hang    |
| -------------- | --------------- | -------------- |
| Mike Waters    | River Phoenix   | Görög László   |
| Scott Favor    | Keanu Reeves    | Rudolf Péter   |
| Richard Waters | James Russo     | Trokán Péter   |
| Bob Pigeon     | William Richert | Helyey László  |
| Gary           | Rodney Harvey   | Bor Zoltán     |
| Carmella       | Chiara Caselli  | Dudás Eszter   |
| Budd           | Flea            | Salinger Gábor |
| Alena          | Grace Zabriskie | Zsolnai Júlia  |
| Jack Favor     | Tom Troupe      | Makay Sándor   |
| Hans           | Udo Kier        | Cseke Péter    |

## Filmzene
A film zenéjét Bill Stafford gitáros szerezte. Különböző feldolgozásokat vett fel a filmhez, köztük a "Home on the Range" és az "America the Beautiful" instrumentális feldolgozását. Stafford 1992-ben elnyerte a legjobb filmzenéért járó díjat az Independent Spirit Awardon. A filmben más eredeti és válogatott dalok is szerepeltek különböző előadóktól, többek között:
1. Eddy Arnold – "The Cattle Call"
2. Rudy Vallée – "Deep Night"
3. Udo Kier and Tom Dokoupil – "Mr. Klein"
4. Bill Stafford – "Home on the Range"
5. Bill Stafford – "America the Beautiful"
6. Jean Poulot and Jamie Haggerty – "Bachu Ber"
7. Aleka's Attic – "Too Many Colors"
8. Bruce Van Buskirk – "Ovoniam Ipse"
9. Bruce Van Buskirk – "Nun Freut Euch"
10. Madonna – "Cherish"
11. Elton John – "Blue Eyes"
12. Udo Kier and Tom Dokoupil – "Der Adler"
13. Elliot Sweetland, Richard Letcher and Vernon Dunn – "When the Saints Go Marching In"
14. Lori Presthus, Hollis Taylor and Kim Burton – "The Funerals"
15. Conrad "Bud" Montgomery – "Getting Into the Outside"
16. The Pogues – "The Old Main Drag"

## Fordítás
- Ez a szócikk részben vagy egészben  a   My Own Private Idaho című angol Wikipédia-szócikk fordításán alapul.  Az eredeti cikk szerkesztőit annak laptörténete sorolja fel. Ez a jelzés csupán a megfogalmazás eredetét és a szerzői jogokat jelzi, nem szolgál a cikkben szereplő információk forrásmegjelöléseként.